# 脾之大络
脾之大络是中醫學概念。定义：十二经脉和任督二脉各自别出一络加上脾之大络（大包）总称十五络，或十五别络。

## 循行特点与功能
十二络脉由四肢肘膝关节以下，腕踝关节附近的本经络穴分出，均走向相表里的经脉，加强了表里两经的外部联系。另有分支随本经走行加大了气血灌注的范围。任脉的别络名鸠尾（尾翳），散布于腹部；督脉的别络从尾骨下的长强穴分出经背部向上散布于头部，左右别走足太阳经。脾之大络从大包分出散布于胸胁部。［见表］分别沟通了腹部经气、背部经气和侧胸部经气。

## 经别与络脉的区别
主要在于经别深入于体腔加强了表里经脏腑之间的内在联系，而络脉则在体表加强表里两经的联系。经别全部向心走行，在循行中还加强了脏腑与心的联系。经别浅出头面，加强了阴经经脉同头面部的联系，手足三阴经腧穴之所以能治疗头面部的疾患是与经别的作用分不开的。如偏正头痛可取太渊，列缺；牙痛，喉病可取太溪，照海等